# Deserto de Naomide
Deserto de Naomide (Dasht-e Naomid), Deserto de Namide (Dasht-e Namid), Deserto de Namadi (Dasht-e Namadī), Deserto de Naumide (Dasht-i-Nāumīd) ou Daste Namadi é um deserto localizado na Ásia Central, junto da fronteira Afeganistão-Irão. Pode ser considerado parte de deserto de Cavir, um extenso deserto localizado no Irã.